# Donzère
Donzère est une commune française provençale située dans le département de la Drôme, en région Auvergne-Rhône-Alpes. 

## Géographie

### Situation et description
Rattachée à la communauté de communes Drôme Sud Provence, Donzère est une commune située sur la rive gauche du Rhône, à environ 15 km au sud de Montélimar et 65 km au sud de Valence.

### Relief et géologie
Le défilé de Donzère, au nord du bourg, marque le dernier véritable rétrécissement de la vallée du Rhône avant que son cours ne rejoigne la mer Méditerranée. Il marque ainsi pour beaucoup de climatologues la limite septentrionale, pour la vallée du Rhône, du climat méditerranéen franc et donc non dégradé.

Le « Robinet », lieu-dit dans le défilé de Donzère, où le Rhône se rétrécit à cause des falaises, devrait son nom à un ancien propriétaire terrien, Robin Berton dit Robinet.
Sites particuliers :
- Combe Billard[2] ;
- Combe Longue[2] ;
- les Roches[2].

### Hydrographie
La commune est arrosée par le Rhône qui lui sert, à l'ouest, de limite communale, avec Viviers, sa voisine ardéchoise.
Elle est aussi arrosée par les cours d'eau suivants :
- la Berre ;
- le Grand Ravin ;
- Lône Caderousse, affluent de la Berre ;
- Lône de Lascombe ;
- Lône du Baillard (ou Lône Pascal).

Plusieurs canaux traversent la commune :
- le canal de Donzère-Mondragon : canal de dérivation du Rhône qui relie Donzère et Mondragon (Vaucluse) ;
- le canal de Pierrelatte.

### Climat
Pour des articles plus généraux, voir Climat d'Auvergne-Rhône-Alpes et Climat de la Drôme.
En 2010, le climat de la commune est de type climat méditerranéen franc, selon une étude du CNRS s'appuyant sur une série de données couvrant la période 1971-2000. En 2020, Météo-France publie une typologie des climats de la France métropolitaine dans laquelle la commune est exposée à un climat méditerranéen et est dans la région climatique  Provence, Languedoc-Roussillon, caractérisée par une pluviométrie faible en été, un très bon ensoleillement (2 600 h/an), un été chaud (21,5 °C), un air très sec en été, sec en toutes saisons, des vents forts (fréquence de 40 à 50 % de vents > 5 m/s) et peu de brouillards. 
Pour la période 1971-2000, la température annuelle moyenne est de 13,2 °C, avec une amplitude thermique annuelle de 17,9 °C. Le cumul annuel moyen de précipitations est de 875 mm, avec 6 jours de précipitations en janvier et 3,6 jours en juillet. Pour la période 1991-2020, la température moyenne annuelle observée sur la station météorologique installée sur la commune est de 14,5 °C et le cumul annuel moyen de précipitations est de 826,1 mm,. Pour l'avenir, les paramètres climatiques de la commune estimés pour 2050 selon différents scénarios d'émission de gaz à effet de serre sont consultables sur un site dédié publié par Météo-France en novembre 2022.
| Mois                                  | jan.          | fév.          | mars            | avril           | mai           | juin          | jui.           | août           | sep.           | oct.          | nov.          | déc.          | année     |
| ------------------------------------- | ------------- | ------------- | --------------- | --------------- | ------------- | ------------- | -------------- | -------------- | -------------- | ------------- | ------------- | ------------- | --------- |
| Température minimale moyenne (°C)     | 2,4           | 2,5           | 5               | 7,4             | 11,1          | 15            | 17,4           | 17,1           | 13,8           | 10,6          | 6,2           | 3,1           | 9,3       |
| Température moyenne (°C)              | 6             | 6,9           | 10,4            | 13,3            | 17,3          | 21,6          | 24,2           | 23,8           | 19,5           | 15,2          | 9,8           | 6,5           | 14,5      |
| Température maximale moyenne (°C)     | 9,5           | 11,2          | 15,8            | 19,1            | 23,5          | 28,2          | 30,9           | 30,5           | 25,2           | 19,8          | 13,5          | 9,8           | 19,8      |
| Record de froid (°C) date du record   | −9 02.01.02   | −8,2 05.02.12 | −7,4 03.03.05   | −1,2 14.04.1998 | 2,4 08.05.04  | 7,3 10.06.06  | 8,1 12.07.1993 | 8,8 31.08.1998 | 4,8 14.09.1998 | 0,5 29.10.10  | −5,5 28.11.05 | −7,9 21.12.09 | −9 2002   |
| Record de chaleur (°C) date du record | 20,7 10.01.15 | 23,4 24.02.20 | 27,5 18.03.1997 | 30,5 24.04.07   | 34,8 30.05.01 | 41,4 27.06.19 | 40,4 22.07.19  | 41,9 12.08.25  | 36,2 04.09.23  | 31,5 09.10.23 | 24,3 01.11.22 | 19,9 24.12.22 | 41,9 2025 |
| Précipitations (mm)                   | 67,8          | 40,4          | 43              | 65,8            | 74,2          | 52,9          | 41,8           | 56             | 101,5          | 113,1         | 115           | 54,6          | 826,1     |

### Paysages

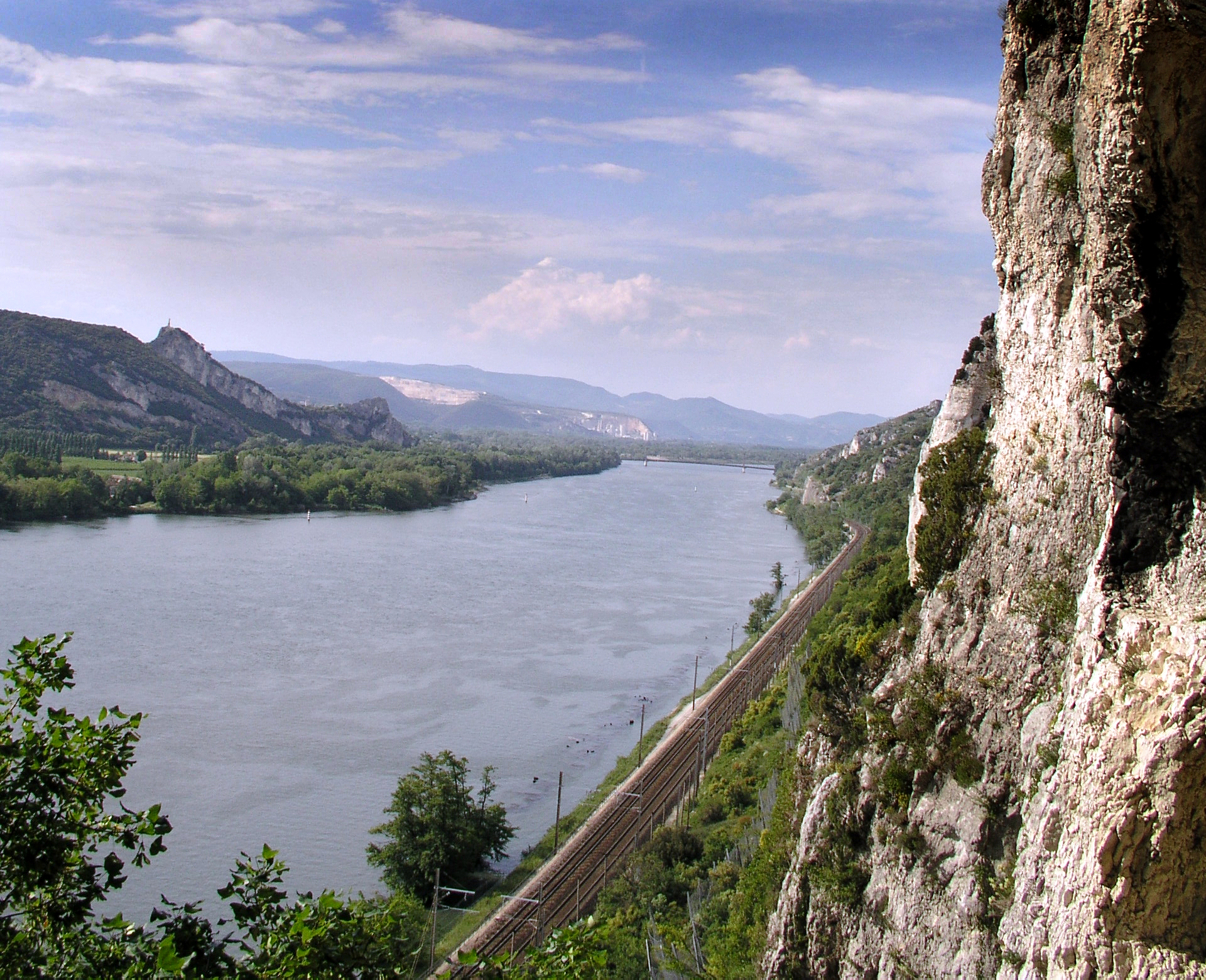
Le défilé de Donzère.
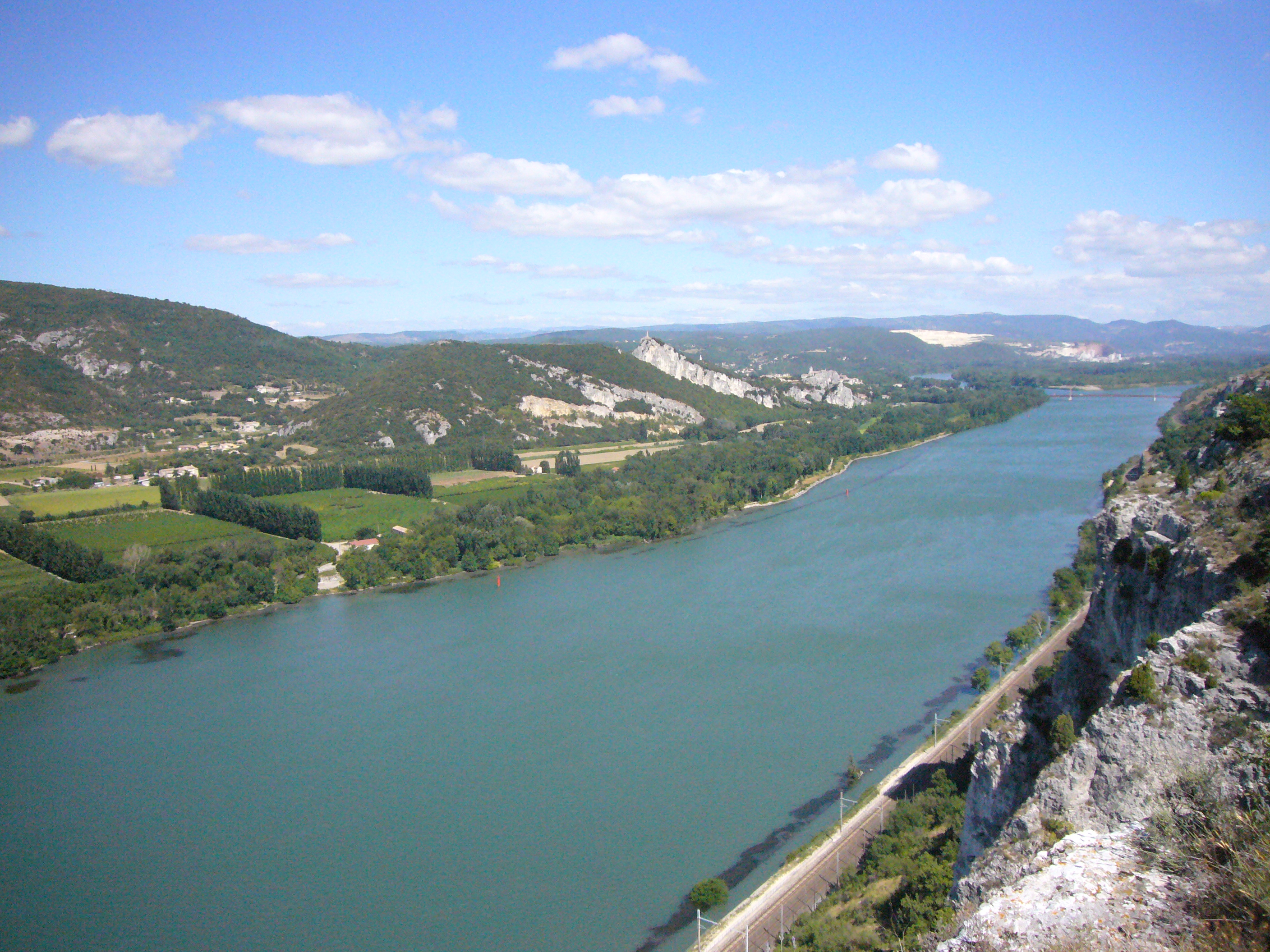
Vue de la rive droite du Rhône depuis les hauteurs du défilé de Donzère.
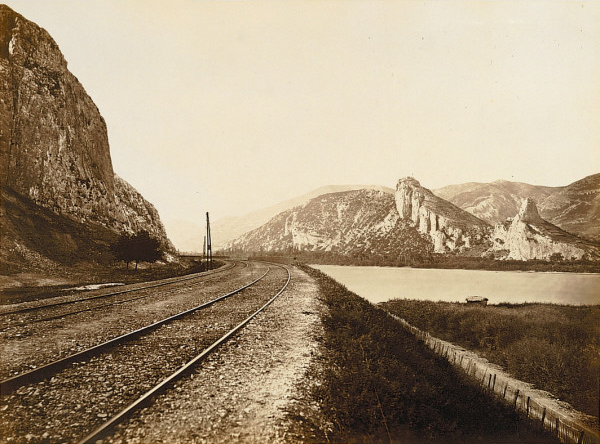
Le même défilé (à gauche sur la photo) vu par Édouard Baldus (1861).

### Voies de communication et transports

#### Route
La commune est desservie par plusieurs grands axes routiers nationaux : la route nationale 7 et l'autoroute A7, ainsi que régionaux.
Transports en commun
La ligne de bus no 42 (Avignon-Montélimar) dessert quotidiennement la commune, avec plusieurs allers-retours.

#### Rail
La commune dispose d'une gare SNCF qui permet aux voyageurs d'utiliser le TER sur la ligne de Paris-Lyon à Marseille-Saint-Charles.
Cette gare possède un PIMMS.

#### Air
Les deux aéroports les plus importants sont ceux de Lyon et d'Avignon.

## Urbanisme

### Typologie
Au 1er janvier 2024, Donzère est catégorisée petite ville, selon la nouvelle grille communale de densité à 7 niveaux définie par l'Insee en 2022.
Elle appartient à l'unité urbaine de Donzère, une unité urbaine monocommunale constituant une ville isolée,. Par ailleurs la commune fait partie de l'aire d'attraction de Montélimar, dont elle est une commune de la couronne,. Cette aire, qui regroupe 45 communes, est catégorisée dans les aires de 50 000 à moins de 200 000 habitants,.

### Occupation des sols
L'occupation des sols de la commune, telle qu'elle ressort de la base de données européenne d’occupation biophysique des sols Corine Land Cover (CLC), est marquée par l'importance des territoires agricoles (55 % en 2018), en diminution par rapport à 1990 (61,6 %). La répartition détaillée en 2018 est la suivante :
zones agricoles hétérogènes (28,4 %), forêts (20,5 %), cultures permanentes (20,3 %), zones urbanisées (8,7 %), eaux continentales (6,1 %), terres arables (5,4 %), zones industrielles ou commerciales et réseaux de communication (4 %), mines, décharges et chantiers (3,1 %), milieux à végétation arbustive et/ou herbacée (2,6 %), prairies (1 %). L'évolution de l’occupation des sols de la commune et de ses infrastructures peut être observée sur les différentes représentations cartographiques du territoire : la carte de Cassini (XVIIIe siècle), la carte d'état-major (1820-1866) et les cartes ou photos aériennes de l'IGN pour la période actuelle (1950 à aujourd'hui).

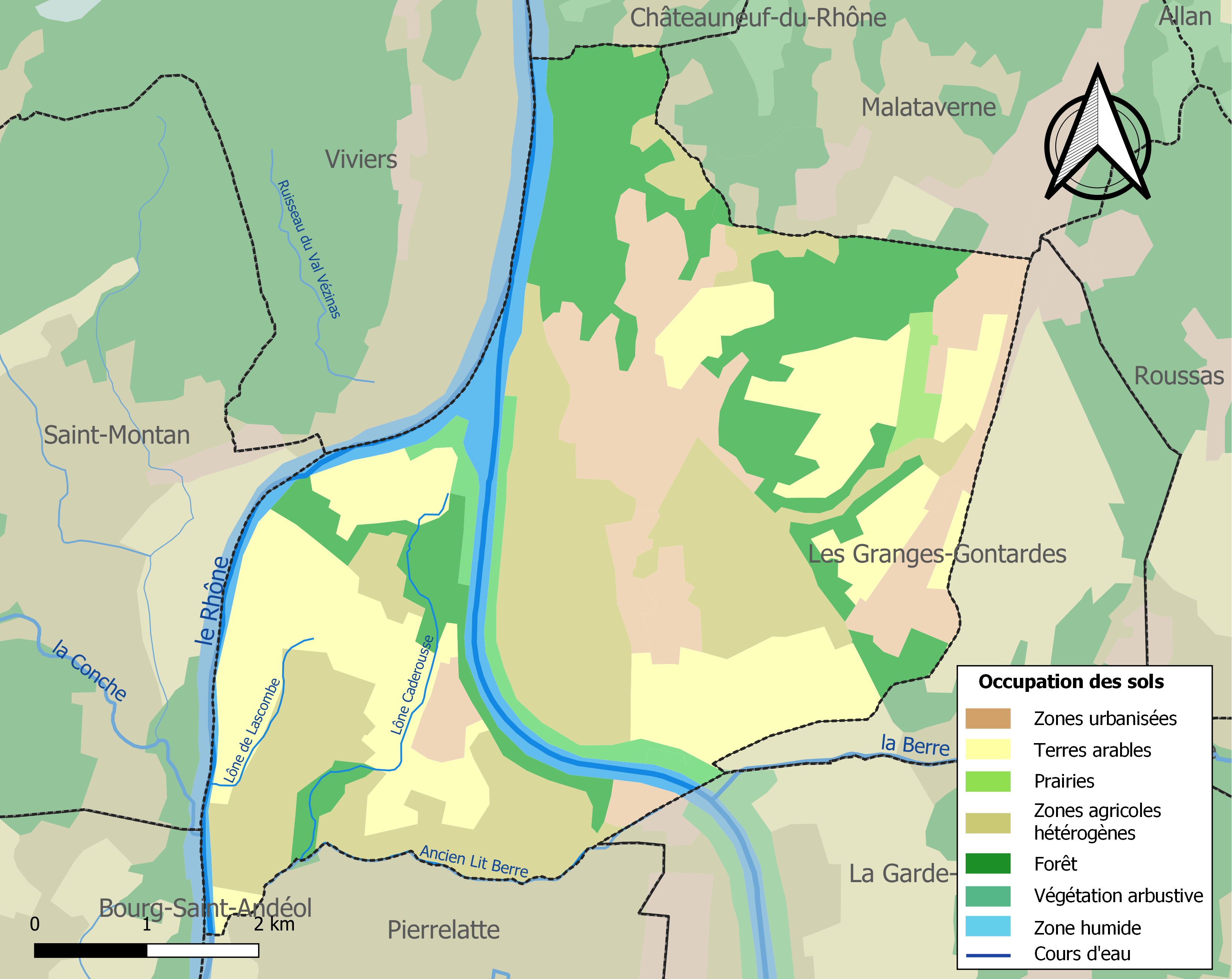
Carte des infrastructures et de l'occupation des sols de la commune en 2018 (CLC).

### Morphologie urbaine

#### Quartiers, hameaux et lieux-dits
Site Géoportail (carte IGN) :
- Bastet (est)
- Bastet (ouest)
- Benoit
- Blache
- Boisniers
- Chambe Longe
- Chevrière
- Cité des Chênes
- Cité des Roches
- Clerc
- Cotte
- Coudoulet
- Delaye
- Favel
- Ferme Basset
- Ferme Nogier
- Ferminas
- Grange Neuve
- Guintraud
- Île des Vires ou de Calameau
- Javelas
- Javelin
- la Condamine
- la Garenne
- la Laurence
- la Roussette
- Lascombe
- la Tuilerie
- le Bois de la Vialle
- le Creux du Merle
- le Crozat
- le Devois
- le Grand Bois
- le Grand Bois
- le Grès
- le Moulin à Vent
- le Mouton
- l'Enclos
- le Pinchinier
- le Revau
- les Béouses
- les Bouchillons
- les Éoliennes
- les Gresses
- les Iborises
- les Îles Margeries
- les Ligniers
- les Louvets
- les Messinsards
- les Opillas
- les Plans
- les Plantas
- les Riailles
- les Roches
- les Rozets
- les Trois Termes
- l'Hôpital
- l'Île Armand
- Martin
- Morin
- Peyraud
- Planaris
- Saint-Christophe
- Saint-Ferréol
- Vernet
- Villa des Roses

### Risques naturels et technologiques
La commune de Donzère a été touchée par des tremblements de terre d’une intensité allant jusqu’à VII-VIII sur l’échelle MSK en 1873. Cet essaim de séismes qui dure du 14 juillet au 15 août et dont l’épicentre est situé à Châteauneuf-du-Rhône occasionne d’importants dégâts à l’église et à la gare.

## Toponymie

### Attestations
Dictionnaire topographique du département de la Drôme :
- 850 : mention de l'abbaye de l'ordre de Saint-Benoît : abbatia que vocatur Dozera (Rouchier, Histoire du Vivarais, I, 603).
- 858 : Dusara (Juénin, Histoire de Tournus, 127).
- 1119 : Dosera in Aurasicensis (Juénin, Histoire de Tournus, 145).
- 1119 : mention de l'église : ecclesia de Dosera (Juénin, Histoire de Tournus, 145).
- 1290 : mention de l'église (prieuré) : prioratus de Donzera (Chiffet, Histoire de Tournus, 512).
- 1345 : mention de l'église (prieuré) : prior de Duzeria (archives de Grignan).
- XIVe siècle : Douzeira et Douziere (archives de la Drôme, 3398).
- 1442 : Dousere (choix de documents, 279).
- 1458 : mention de l'église (prieuré), premièrement dédié à la sainte Vierge : prioratus Beate Marie de Donzere (Juénin, Histoire de Tournus, 274).
- 1509 : castrum Duzere (visites épiscopales de Die).
- 1525 : Duzere (cartulaire de Montélimar, 144).
- 1891 : Donzère, commune du canton de Pierrelatte.

## Histoire

### Préhistoire
Vestiges de l'âge du Bronze.

### Antiquité: les Gallo-romains
Une broche antique a été retrouvée dans la Baume des Anges (défilé de Donzère)[réf. nécessaire].

#### La villa viticole du Molard

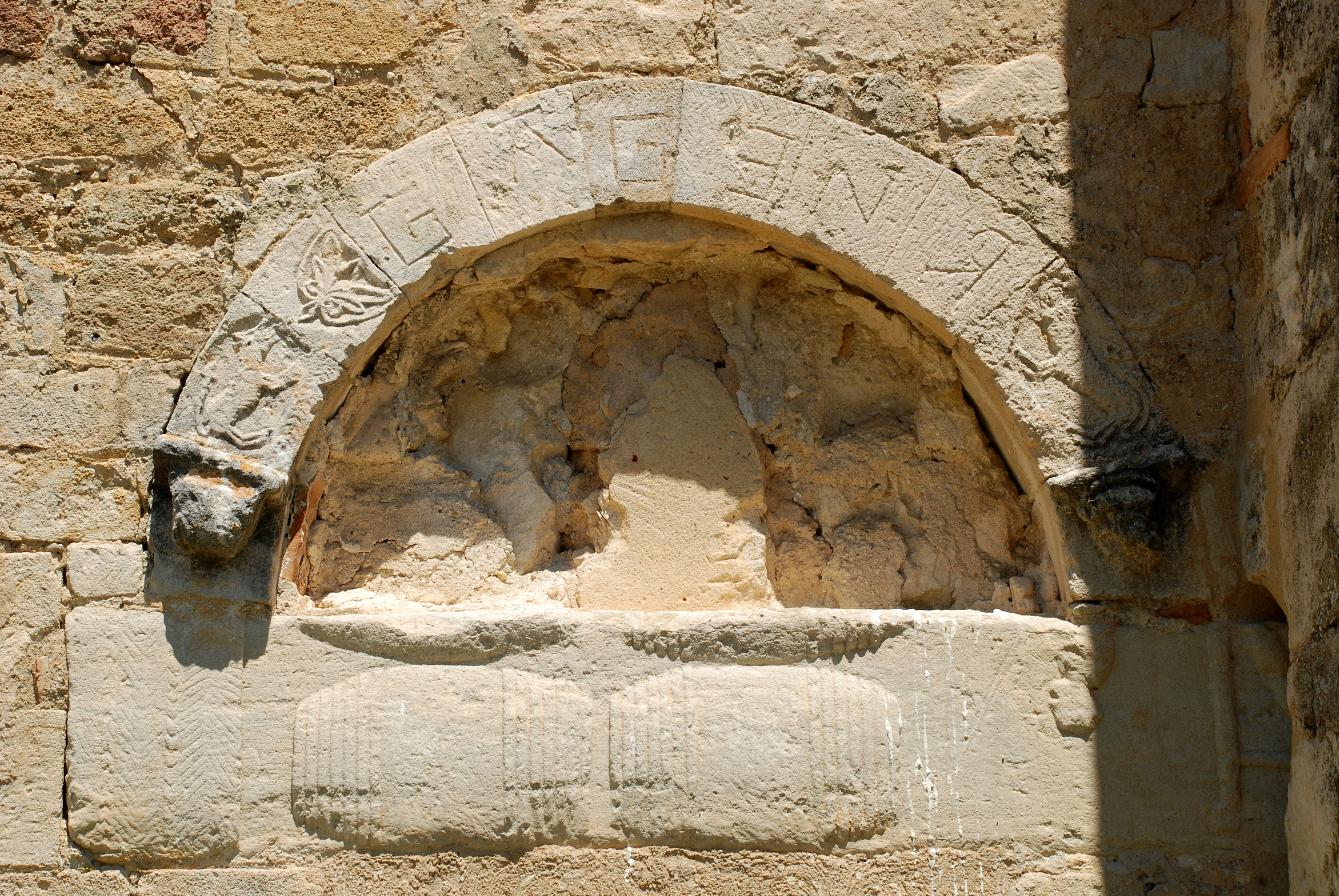
Les quatre tonneaux de Saint-Pierre-de-Colonzelle.

La plus importante unité viticole de l'Antiquité, la villa du Molard, a été découverte au sud de Donzère. Elle s'étendait sur deux hectares. L'entrepôt des vins (70 x 15 m) contenait deux travées abritant 204 dolia. L'exploitation a été datée entre 50 et 80.
Tout ou partie de sa production était expédiée en tonneaux par le Rhône, à l'exemple de la scène représentée sur la stèle de l'église Saint-Pierre-ès-Liens de Colonzelle (Ier siècle) toute proche. Située sur le porche d’un prieuré clunisien, elle représente le levage de quatre tonneaux et leur embarquement sur un navire marchand.

### Du Moyen Âge à la Révolution
VIIe siècle : fondation monastique.
La seigneurie :
- Au point de vue féodal, la terre (ou seigneurie) était du patrimoine des évêques de Viviers, suzerains dès 1140.
- Possession des Donzère.
- 1290: les évêques de Viviers en deviennent les seigneurs.

XIIe siècle : charte des libertés.
1721 (démographie) : 257 familles et 1067 habitants.
Avant 1790, Donzère était une communauté de l'élection, subdélégation et sénéchaussée de Montélimar.

Elle formait une paroisse du diocèse de Saint-Paul-Trois-Châteaux. Son église, dédiée à la sainte Vierge, puis à saint Philibert, était celle d'une abbaye de l'ordre de Saint-Benoît, fondée au VIIe siècle. Donnée à l'abbaye de Tournus en 850, cette abbaye fut alors convertie en un prieuré qui fut uni à l'évêché de Viviers en 1374 et dont le titulaire avait droit aux dîmes de la paroisse de Donzère.

### De la Révolution à nos jours
En 1790, Donzère devient le chef-lieu d'un canton du district de Montélimar, comprenant les municipalités de Allan, Châteauneuf-du-Rhône, Donzère, la Garde-Adhémar, les Granges-Gontardes, Rac, Réauville, Roussas et Valaurie. La réorganisation de l'an VIII (1799-1800) en fait une simple commune du canton de Pierrelatte.

## Politique et administration

### Liste des maires
| Période                                                                      | Période                  | Identité                             | Étiquette      | Qualité |
| ---------------------------------------------------------------------------- | ------------------------ | ------------------------------------ | -------------- | --- |
| Les données manquantes sont à compléter. : de la Révolution au Second Empire |                          |                                      |                | |
| 1790                                                                         | 1815                     | ?                                    |                | |
| 1815                                                                         | 1815                     | Louis Antoine Meynot                 |                | |
| 1815                                                                         | 1830                     | ?                                    |                | |
| 1830                                                                         | 1837                     | Louis Antoine Meynot                 |                | |
| 1837                                                                         | 1852                     | ?                                    |                | |
| 1852                                                                         | 1865                     | Louis Joseph Meynot                  |                | |
| 1865                                                                         | 1871                     | ?                                    |                | |
| Les données manquantes sont à compléter. : depuis la fin du Second Empire    |                          |                                      |                | |
| 1871                                                                         | 1874                     | ?                                    |                | |
| 1874                                                                         | 1878                     | ?                                    |                | |
| 1878                                                                         | 1884                     | ?                                    |                | |
| 1884                                                                         | 1888                     | ?                                    |                | |
| 1888                                                                         | 1892                     | ?                                    |                | |
| 1892                                                                         | 1896                     | ?                                    |                | |
| 1896                                                                         | 1900                     | ?                                    |                | |
| 1900                                                                         | 1904                     | ?                                    |                | |
| 1904                                                                         | 1908                     | ?                                    |                | |
| 1908                                                                         | 1912                     | ?                                    |                | |
| 1912                                                                         | 1919                     | ?                                    |                | |
| 1919                                                                         | 1925                     | ?                                    |                | |
| 1925                                                                         | 1929                     | ?                                    |                | |
| 1929                                                                         | 1935                     | ?                                    |                | |
| 1935                                                                         | 1945                     | ?                                    |                | |
| 1945                                                                         | 1955                     | André Marius Jullien                 |                | |
| 1955                                                                         | 1977                     | Marcel Rodet                         |                | |
| 1977                                                                         | 1995                     | René Michel                          |                | |
| 1995                                                                         | 2020                     | Éric Besson                          | PS puis UMP-LR | député, ministre de l’Immigration, de l’Intégration et de l’Identité nationale, puis ministre de l’Industrie |
| 2020                                                                         | En cours (au 1 mai 2021) | Marie Fernandez[source insuffisante] | DVD            | Conseillère départementale depuis 2021                                                                       |

### Politique environnementale
La manifestation organisée le 16 avril 2011 à Donzère contre l'exploitation du gaz de schiste a réuni 3 000 à 4 000 personnes et a porté devant la mairie une banderole dont le message est « Élus solidaires, Non au gaz de schiste ! »,.

### Jumelages
Donzère est jumelée à la ville allemande de Königsberg, depuis 1977.
| Donzère Königsberg |

## Population et société

### Démographie
L'évolution du nombre d'habitants est connue à travers les recensements de la population effectués dans la commune depuis 1793. Pour les communes de moins de 10 000 habitants, une enquête de recensement portant sur toute la population est réalisée tous les cinq ans, les populations de référence des années intermédiaires étant quant à elles estimées par interpolation ou extrapolation. Pour la commune, le premier recensement exhaustif entrant dans le cadre du nouveau dispositif a été réalisé en 2005.

En 2022, la commune comptait 5 981 habitants, en évolution de +4,22 % par rapport à 2016 (Drôme : +2,64 %, France hors Mayotte : +2,11 %).
| 1793  | 1800  | 1806  | 1821  | 1831  | 1836  | 1841  | 1846  | 1851  |
| ----- | ----- | ----- | ----- | ----- | ----- | ----- | ----- | ----- |
| 1 294 | 1 198 | 1 511 | 1 591 | 1 707 | 1 775 | 1 774 | 1 772 | 1 849 |

| 1856  | 1861  | 1866  | 1872  | 1876  | 1881  | 1886  | 1891  | 1896  |
| ----- | ----- | ----- | ----- | ----- | ----- | ----- | ----- | ----- |
| 1 732 | 1 748 | 1 627 | 1 573 | 1 476 | 1 436 | 1 336 | 1 270 | 1 604 |

| 1901  | 1906  | 1911  | 1921  | 1926  | 1931  | 1936  | 1946  | 1954  |
| ----- | ----- | ----- | ----- | ----- | ----- | ----- | ----- | ----- |
| 1 582 | 1 506 | 1 561 | 1 402 | 1 300 | 1 320 | 1 309 | 1 328 | 2 089 |

| 1962  | 1968  | 1975  | 1982  | 1990  | 1999  | 2005  | 2006  | 2010  |
| ----- | ----- | ----- | ----- | ----- | ----- | ----- | ----- | ----- |
| 2 311 | 3 334 | 3 223 | 3 915 | 4 265 | 4 379 | 4 760 | 4 787 | 5 343 |

| 2015  | 2020  | 2022  | - | - | - | - | - | - |
| ----- | ----- | ----- | - | - | - | - | - | - |
| 5 541 | 5 963 | 5 981 | - | - | - | - | - | - |

### Services et équipements
Plusieurs services publics ont une antenne située à Donzère : La Poste, la gendarmerie nationale.

### Enseignement
Donzère fait partie de l'académie de Grenoble.
La commune dispose de deux écoles maternelles publiques :
- Aiguebelle[32], accueillant 157 enfants dans six classes ;
- Les Chênes[33], accueillant 44 enfants dans deux classes ;

ainsi que d'une école élémentaire publique : école André-Jullien, disposant de treize classe pour 307 écoliers et d'une école élémentaire privée : Sainte-Marie, de sept classes pour 71 enfants.
Les collèges et lycées les plus proches se situent à Pierrelatte.

### Santé
La commune dispose de :
- quatre médecins et un centre médico-social[36] ;
- deux dentistes, quatre infirmiers, deux kinésithérapeutes[37] ;
- deux pharmacies[37].

### Manifestations culturelles et festivités
- Fête : le dernier dimanche d'août (pendant trois jours)[20].

### Loisirs
- Pêche et chasse[20].
- Nautisme[20].

### Sports
La nouvelle halle des sports comporte un gymnase, des salles d’expression corporelle, de musculation et le dojo. Considérée comme ingénieuse et exceptionnelle, la charpente bois est une prouesse, elle est constituée d'une poutre en treillis qui porte de manière longitudinale sur 45 mètres,,.

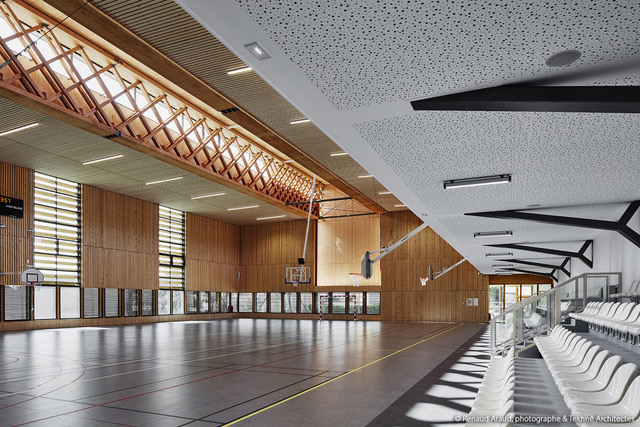
Halle de Donzère avec record de portée de 45m pour les poutres en treillis.
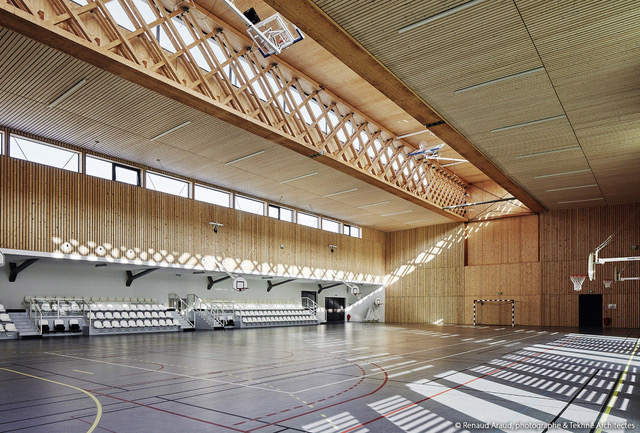
Halle de Donzère.

### Médias

#### Presse écrite
- Le quotidien régional Le Dauphiné libéré dispose d'une rédaction et d'un service commercial dans la ville.
- L'hebdomadaire bidépartemental La Tribune de Montélimar, propriété du Dauphiné Libéré, a son siège dans la commune.
- L'hebdomadaire L'Agriculture Drômoise, journal d'informations agricoles et rurales, couvre l'ensemble du département de la Drôme.

#### Presse audiovisuelle
- Ici Drôme Ardèche est une radio publique diffusée sur son territoire et sur la totalité du département.
- France 3 Rhône-Alpes et France 3 Alpes

### Cultes
La paroisse catholique de Donzère fait partie du diocèse de Valence, doyenné de Pierrelatte.

## Économie

### Agriculture
En 1992 : céréales, vergers, vignes (vin AOC Coteaux du Tricastin), ovins, porcins.
- Marché : samedi[20].

### Commerce et artisanat
Un projet de construction de zone commerciale est en cours de réalisation à Donzère, comportant une grande surface et sa galerie marchande, un complexe cinématographique, une station service, et plusieurs enseignes nationales.

### Tourisme
- Syndicat d'initiative (en 1992)[20].

## Culture locale et patrimoine

### Lieux et monuments
- Ruines du château féodal : pans de murs, voûtes[20].
- Restes d'enceinte : deux tours, deux portes[20].

Murailles médiévales (XIIe et XIVe siècles) au nord de la ville, avec les portes de l'Argentière, de la Font et de la Double[réf. nécessaire].
- Église Saint-Philibert (XIIe siècle) construite par les Clunisiens. Elle est classée monument historique[44] : deux travées voûtées en berceau brisé, coupole octogonale sur trompes, chapiteaux de la nef et pilastres cannelés, façade du XIXe siècle[20].
- Chapelle ruiné de Saint-Benoît (XIIe et XIVe siècles[20].
- Maisons du XVe siècle au XVIIe siècle : escaliers à vis, tourelles[20].
- Château du XVe siècle : facade et toitures (IMH), cheminées, gypseries du XVIIIe siècle[20].
- Chapelle Notre-Dame-de-Combelonge (XVe et XVIIe siècles)[20].
- Chapelle gothique : voûte arasée[20].
- Château renaissance de Claude de Tournon (XVIe siècle), évêque de Viviers et prince de Donzère, monument historique[45].
- Hôtel particulier Bouvier de Robinet (XVIIIe siècle)[réf. nécessaire].
- Maisons du XVIIIe siècle[réf. nécessaire].
- Tour de l'horloge (XIXe siècle)[réf. nécessaire], restaurée, avec fontaine sous sa voûte[20].
- Sanctuaire des mariniers du Rhône[20].
- Pierre à mesurer le blé[20].
- Moulin à vent de Beauvert, monument historique[46].
- Le pont du Robinet, pont suspendu sur le Rhône (construit selon la technique de Seguin en 1847), monument historique[47].
- Ancienne chocolaterie d'Aiguebelle, avec peintures murales du Nouveau Testament dues au peintre Loÿs Prat[réf. nécessaire].
- Ancienne gendarmerie, monument historique[48].
- La Vierge de vœu construite après la Seconde Guerre mondiale (1947), sur la colline surplombant la ville[réf. nécessaire].
- Les barrages de Donzère font partie des ouvrages de Donzère-Mondragon[49].

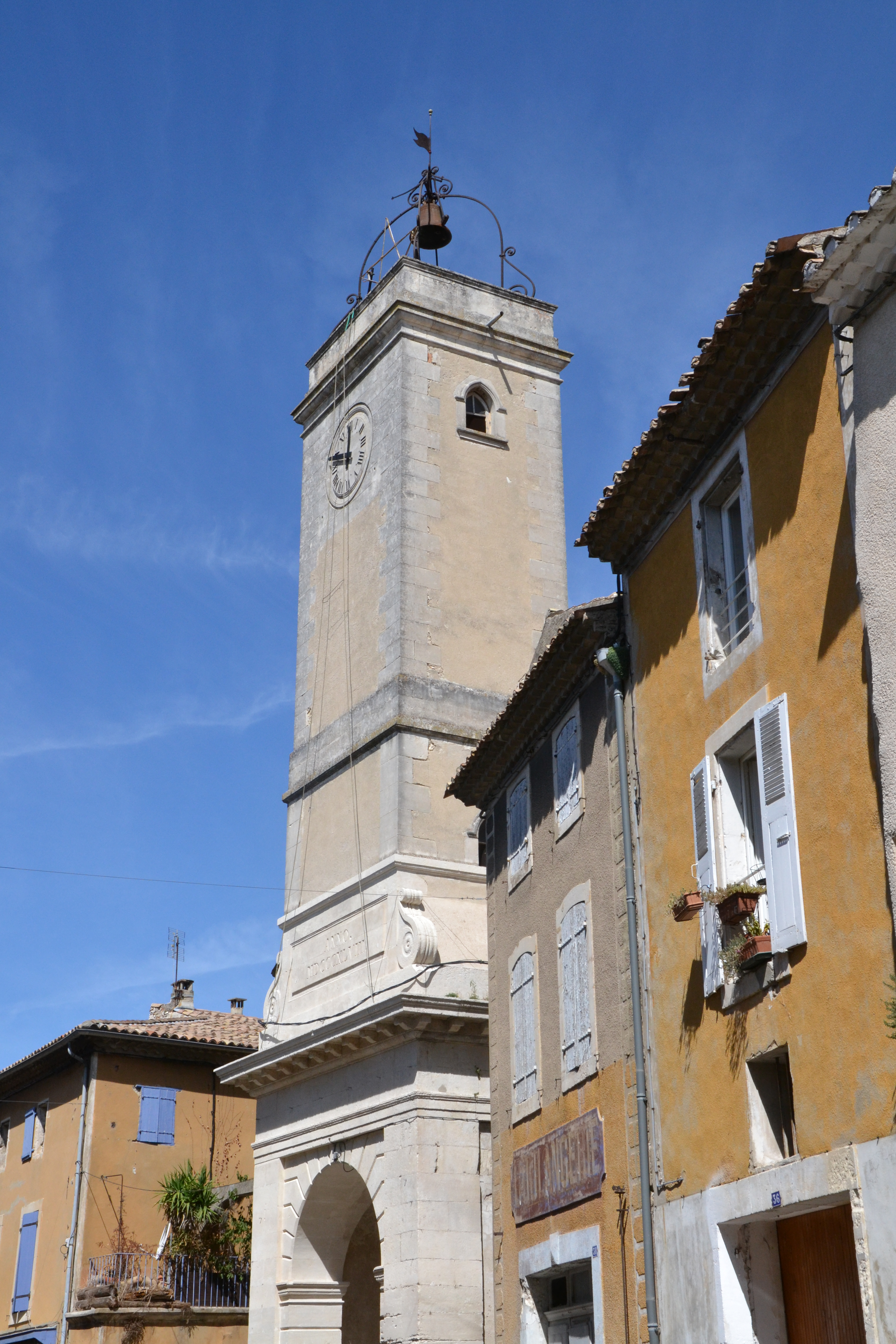
La tour de l'Horloge.
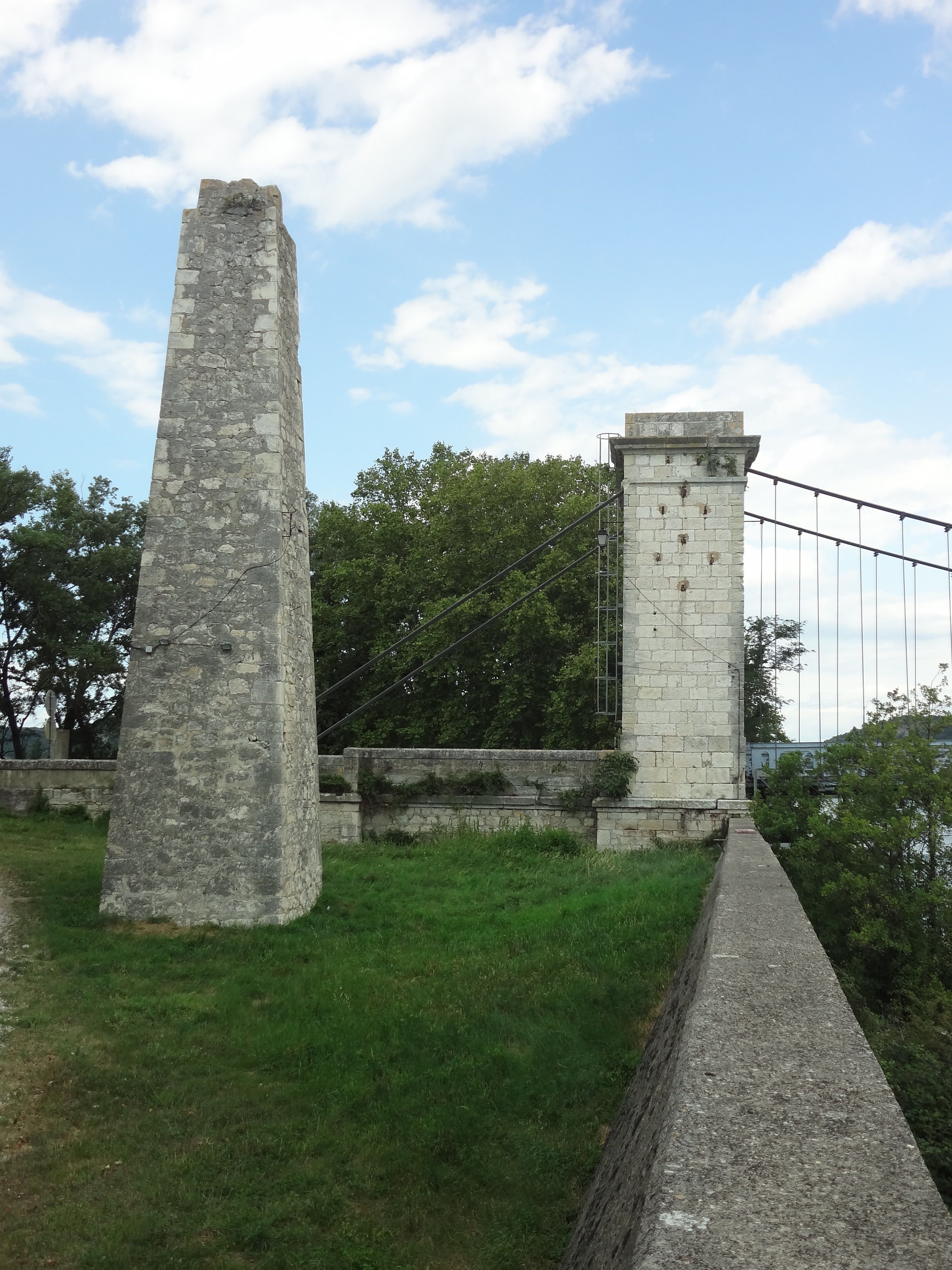
Pyramide de l’ancien bac du Robinet et portique occidental du pont.
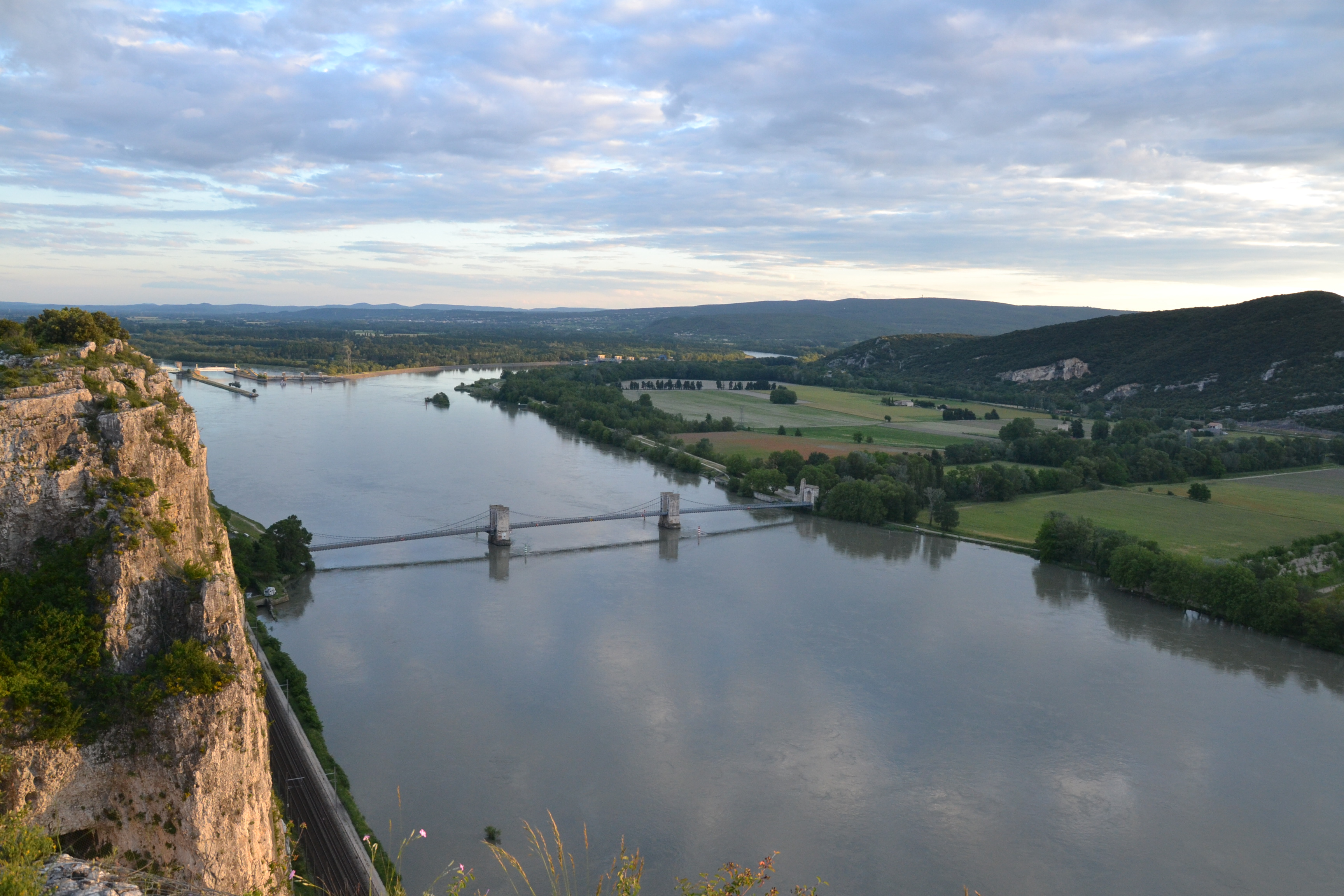
Le pont du Robinet sur le Rhône.

### Patrimoine culturel
- Musée municipal : antiquités[20].
- Musée des Amis du Vieux Donzère[20].
- Artisanat d'art[20].

### Patrimoine naturel
- Le Puits Saint-Vincent (gouffre)[2].

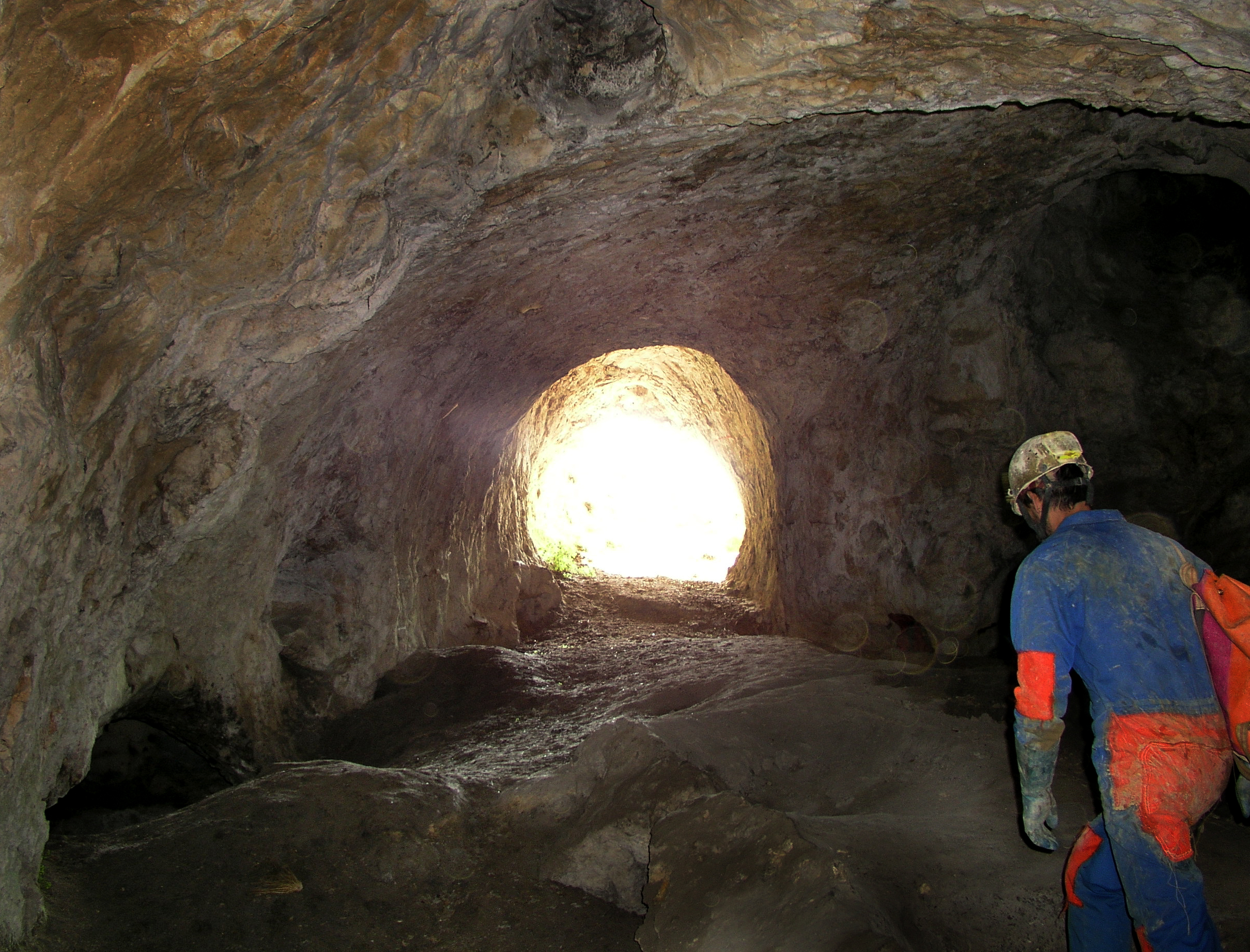
Entrée de la Baume des Anges.

- Les grottes du défilé de Donzère, dont la Baume des Anges.
- Parc ornithologique Donzère-Mondragon[20].

### Personnalités liées à la commune
- Félix-Auguste Clément (né en 1826 à Donzère, mort en 1888 à Cherchell) : peintre et premier Prix de Rome.
- Loÿs Prat (né en 1879 à Donzère, mort en 1934 en Avignon : peintre du XIXe siècle et du XXe siècle, Grand Prix de Rome, neveu du précédent.

### Héraldique, logotype et devise
| Blason de Donzère | Les armes peuvent se blasonner ainsi : De gueules à la fleur de lis d’or adextrée d’une crosse contournée d’argent, senestrée d’une épée haute du même garnie de sable (d’or) et soutenue de la lettre capitale D d’argent. |